# Flag Point
Flag Point är en udde i Antarktis. Den ligger i Västantarktis. Argentina, Chile och Storbritannien gör anspråk på området.
Terrängen inåt land är kuperad åt nordost, men söderut är den bergig. Havet är nära Flag Point västerut.  Trakten är obefolkad. Det finns inga samhällen i närheten. 